# En un estado libre
En un estado libre es una novela de V. S. Naipaul publicada en 1971 por Andre Deutsch. Ganó el Premio Booker de ese año. 
La obra es sinfónica, con diferentes movimientos convergiendo hacia un tema común. A través de cinco narraciones interconectadas,  V.S. Naipaul explora la alienación, la disrupción y la tensión racial en un mundo peligrosamente impredecible. Aunque el tema no está detallado, evidentemente se refiere al precio de la libertad, con analogías implícitas entre los diversos escenarios.   

## Resumen de la trama
La novela comienza con un prólogo que supuestamente es un extracto de un diario de viaje. Mientras viaja en un ferry de Grecia a Egipto, el narrador observa que algunos de los pasajeros son personas desplazadas, como griegos egipcios exiliados, mientras que otros sólo son identificados por su nacionalidad. Aunque al narrador le duele observar a una pareja libanesa y a un hombre de Austria intimidar y degradar a un viejo vagabundo sin hogar, aparentemente con discapacidad intelectual, que se jacta de ser un hombre de mundo, no interviene.
La primera historia (One out of Many) trata sobre un sirviente indio de Bombay que, al no tener una alternativa real en casa, acompaña a su amo en una misión diplomática a Washington D. C. Los dos indios inicialmente deben hacer frente al bajo tipo de cambio de la moneda india en los Estados Unidos.
El sirviente vive en lo que prácticamente es un armario y, sin darse cuenta, desperdicia el salario de varias semanas comprando un refrigerio. Luego conoce al propietario de un restaurante que le ofrece una aparente fortuna como salario, por lo que se fuga y trabaja allí. Sin embargo, una vez que tiene sus asuntos en orden razonable, comienza a vivir con el temor de que su amo lo encuentre y le ordene regresar. También se entera de que está trabajando ilegalmente y que corre el riesgo de ser deportado.
La única manera de resolver la situación es casarse con una mujer que lo había seducido, pero a la que desde entonces evitaba por vergüenza.
La segunda historia (Tell Me Who to Kill) presenta a una extensa familia del sur de Asia en las zonas rurales de las Indias Occidentales, en la que un primo rico logra humillar a otro, el narrador. La familia más rica tiene un hijo que se va a Canadá y está destinado a prosperar, mientras que los otros primos no pueden esperar nada.
El hermano menor de la segunda familia parte entonces hacia Inglaterra para estudiar ingeniería, mientras su hermano mayor hace todo lo posible para mantenerlo. Finalmente, el hermano mayor lo sigue a Inglaterra con el objetivo de ayudarlo más. Trabaja muchas horas en trabajos degradantes para apoyar los estudios de su hermano, pero finalmente gana suficiente dinero para montar su propio negocio en un restaurante. Posteriormente descubre que su hermano, a pesar de las apariencias, no estudia nada. Mientras tanto, su restaurante se vuelve frecuentado por hooligans. En un ataque de ira, el narrador acaba asesinando a uno de ellos, que resulta ser amigo de su hermano. Al volver al presente, nos percatamos que  el narrador ha sido liberado por un corto tiempo para ir a la boda de su hermano, flanqueado por un guardia de la prisión.
La tercera historia (In a Free State) es una novela que se desarrolla en un estado africano de los Grandes Lagos de África, que recientemente adquirió la independencia. El rey, aunque favorecido por los colonos, es débil y está huyendo, mientras que el presidente está a punto de asumir el poder absoluto. Los incidentes violentos se vuelven más frecuentes en las ciudades, mientras que hay signos de mayor violencia en el campo. Hay rumores de que la comunidad asiática del país será "deportada".
Bobby es un funcionario que ha estado asistiendo a una conferencia en la ciudad capital. Ahora regresa al complejo gubernamental donde vive. Ha ofrecido llevar a Linda, la esposa de otro colega. Aprendemos desde el principio que Bobby es homosexual. Un joven zulú lo rechaza cuando intenta recogerlo en el bar del hotel. Pronto descubre que Linda tiene sus propios planes mientras se embarcan en el viaje.
La relación entre ambos es compleja desde el principio; Parece que Bobby tiene la intención de irritar a Linda, inicialmente tranquila. Se explora su historia previa de enfermedad mental. Las cosas van de mal en peor cuando se alojan en un hotel regentado por un viejo coronel que se niega a adaptarse a las nuevas condiciones de la independencia. Allí cenan y presencian una escena entre el coronel y Peter, su sirviente, a quien acusa de planear su asesinato. Mientras tanto, Bobby descubre que Linda estaba planeando alguna actividad extramatrimonial con un amigo en el camino; se torna furioso y hostil.
Los dos llegan a su destino, no sin antes visitar el sitio donde recientemente fue asesinado el antiguo rey de la nación, encontrarse con un hindú filosófico que planea mudarse a Egipto, y observar los inicios de una ola de violencia genocida. Justo antes de llegar a su destino, Bobby es brutalmente golpeado por soldados en un puesto de control, a pesar de sus protestas de que es un funcionario del gobierno. El sirviente nativo de Bobby no muestra compasión por las heridas de su jefe y Bobby considera despedirlo.
El epílogo del libro es otra viñeta de viaje, donde el narrador del prólogo describe otro viaje a Egipto. En un hotel de El Cairo, el trabajo de un empleado consiste en utilizar un látigo para ahuyentar a los niños mendigos para que no molesten a los turistas. Para entretenerse, un huésped de un hotel italiano comienza a arrojar comida repetidamente a los niños para verlos correr a agarrarla y luego ser azotados por acercarse demasiado al hotel. Aunque ninguno de los otros turistas reacciona, el narrador recuerda al vagabundo del ferry y le quita el látigo al empleado del hotel egipcio. El empleado se humilla pidiendo perdón y le ruega al narrador que no se queje de él ante la dirección. Sintiéndose impotente, el narrador vigila al italiano durante el resto de su viaje.

## Premios
El libro ganó el Premio Booker en 1971.  Según la Booker Prize Foundation: "A través de cinco cuentos conectados, V. S. Naipaul explora la alienación, la disrupción y la tensión racial en un mundo peligrosamente impredecible". Un juez de la Booker Prize Foundation, Malcolm Muggeridge, denunció "la mayoría de las candidaturas" como "mera pornografía" y retiró sus servicios. Luego se planteó una segunda controversia. Al menos dos de los jueces –Saul Bellow y John Fowles– cuestionaron si el libro de Naipaul, era una novela propiamente dicha, ya que se trata una colección de cuentos y novelas cortas unidas por un tema común. Después de muchas dudas, el panel decidió que sí y le otorgó el premio a Naipaul. Mientras tanto, Bellow comentó sin darse cuenta de que el premio había sido para: “el mejor escritor, pero no el mejor libro”. La lista corta para el premio incluyó también a The Big Chapel (Thomas Kilroy), Briefing for a Descent into Hell (Doris Lessing), St Urbain's Horseman (Mordecai Richler), Goshawk Squadron (Derek Robinson) y Mrs Palfrey at the Claremont (Elizabeth Taylor).

## Recepción
Sam Jordison, un crítico literario de The Guardian destacó diversos rasgos negativos de la obra: "La crítica contemporánea califica esta novela como un “tour de force conradiano”. Obsesionada por el salvajismo, la crueldad, la facilidad humana para el sadismo violento y el horror desatado, esta historia de un largo viaje hacia un lugar donde “no hay nada que hacer” emprendido por dos conocidos británicos en una antigua colonia africana, es digna heredera de El corazón de las tinieblas [...] En contraste con su capacidad para dejar al descubierto la psicología del racismo, la descripción que hace Naipaul del homosexual es torpe. Bobby, el integrante del disfuncional dúo principal, es una especie de caricatura gay. Es arrogante, muy nervioso, masoquista, lleno de odio hacia los "coños" y patéticamente débil y necesitado cuando se trata de sus "aventuras" con los hombres locales. Mientras tanto, las representaciones de estos “nativos” bien pueden ser deliberadamente superficiales, presumiblemente para reflejar la forma en que los ven los europeos, pero siguen siendo, en consecuencia, insatisfactorias. Finalmente, falta una cualidad intangible que hace que sea difícil simpatizar con este libro, a pesar de su deslumbrante prosa." 
Neel Mukherjee en The Paris Review remite a los temas de la libertad y el desarraigo: "La visión radicalmente desengañada de Naipaul no perdona a nada ni a nadie; todos quedan desplazados al final. Cada una de estas narrativas plantea las preguntas: “¿Quién es libre? ¿Y cuál es la naturaleza de su libertad? y devuelve respuestas extraordinariamente complejas, respuestas que cambian  en el tiempo, tanto en las relecturas como en el desarrollo de la historia." 
Derek Wright, Northern Territory University, ha resaltado el marco en que transcurre el libro: "El título En un estado libre de Naipaul es fértil y sugerente y ha planteado muchos enigmas críticos. Parece referirse a un Estado que es políticamente libre, como los estados/nación poscoloniales independientes de los que provienen los personajes de las historias y en los que se desarrolla el título de la novela: India y Trinidad, respectivamente, y un conglomerado de naciones africanas. Esta libertad, sin embargo, resulta en gran medida teórica e irónica, ya que la mayoría de los países que aparecen en el libro son percibidos, una o incluso dos décadas después de la independencia, como juguetes de las potencias coloniales." 

## Libro independiente
En 2011, V. S. Naipaul decidió publicar la narrativa central de esta obra como novela independiente debido a los diversos cambios que percibía que habían ocurrido en el mundo. El libro en sí se titula En un estado libre. 